# Suck (rivière)
Pour les articles homonymes, voir suck.
Le Suck (en irlandais : An tSuca) est une rivière irlandaise, et le principal affluent du Shannon.

## Géographie
C’est le principal affluent du Shannon, qu’il rencontre quelques kilomètres au nord de Shannonbridge après un cours d’environ 80 km. Il sépare les comtés de Galway et de Roscommon et traverse la ville de Ballinasloe.